# Mendeleyevskaya

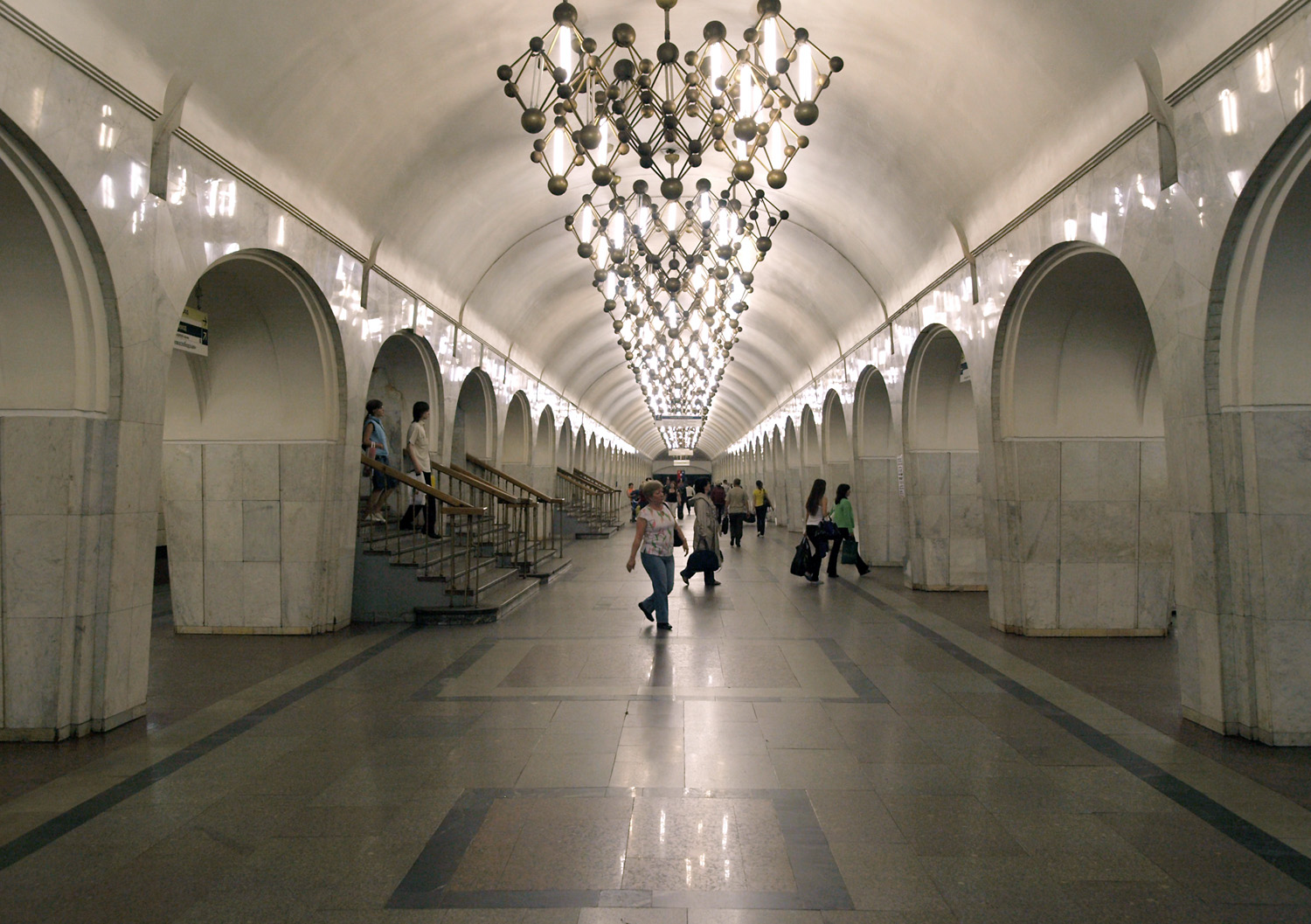
Estación Mendeleyevskaya

Mendeleyevskaya (en ruso: Менделе́евская: Менделе́евская) es una estación del Metro de Moscú de la línea Serpukhovsko-Timiryazevskaya. Está localizada en el distrito Tverskaya de Moscú central.
Fue inaugurada el 31 de diciembre de 1988. Su profundidad es 48.5 metros. La decoración de la estación está hecha con mármol blanco y pisos de granito negro y gris. La caracteriza la decoración en sus techos con lámparas que remiten a estructuras atómicas y moleculares.
Tiene una conexión a la estación Novoslobodskaya de la línea Koltsevaya.
Un perro callejero llamado Malchik vivió en la estación, y después de ser muerto por una mujer de 22 años con un cuchillo, una estatua suya fue colocada en la estación.